# Pietro degli Ingannati
Pietro degli Ingannati (actif à Venise de 1529 à 1548) est un peintre italien de la Renaissance de la première moitié du XVIe siècle.

## Biographie
Pietro degli Ingannati a été par le passé confondu avec Francesco Bissolo à cause de la similitude des styles. Il a effectué sa formation dans l'atelier de Alvise Vivarini. Ses premiers tableaux révèlent l'influence de Giovanni Bellini.
Pietro degli Ingannati adapta le thème de la Sacra Conversazione au style typique de l'école vénitienne en répétant avec sobriété les modèles de Bellini.

## Principales œuvres
- La saint famille avec le jeune saint Jean Baptiste - Ca' Rezzonico, Venise
- Portrait de jeune fille (v. 1515), Staatliche Museen, Berlin.
- Vierge à l'Enfant avec sainte Agnès et un paysage (v. 1525), Musée Thyssen-Bornemisza.
- Vierge à l'Enfant avec quatre saints, Kaiser Friedrich Museum de Berlin (détruite en 1945).
- Vierge à l'Enfant avec deux Saints, Museo Civico Borgogna, Vercelli.
- Portrait de jeune fille avec sainte Catherine, Museo Poldi Pezzoli, Milan.
- Portrait de dame (1530), Portland Art Museum, Portland.
- Christ bénissant avec quatre saints, Collection Marinotti, Milan.
- Adoration des rois mages, Galerie nationale de l'Ombrie, Pérouse.
- Vierge à l'Enfant avec Madeleine, Collection Gentner, Worcester.
- Vierge à l'Enfant, Collection Schrafl, Zurich.
- Sainte Famille avec saint Jean-Baptiste et sainte Ursule (1548), son dernier tableau signé et daté.

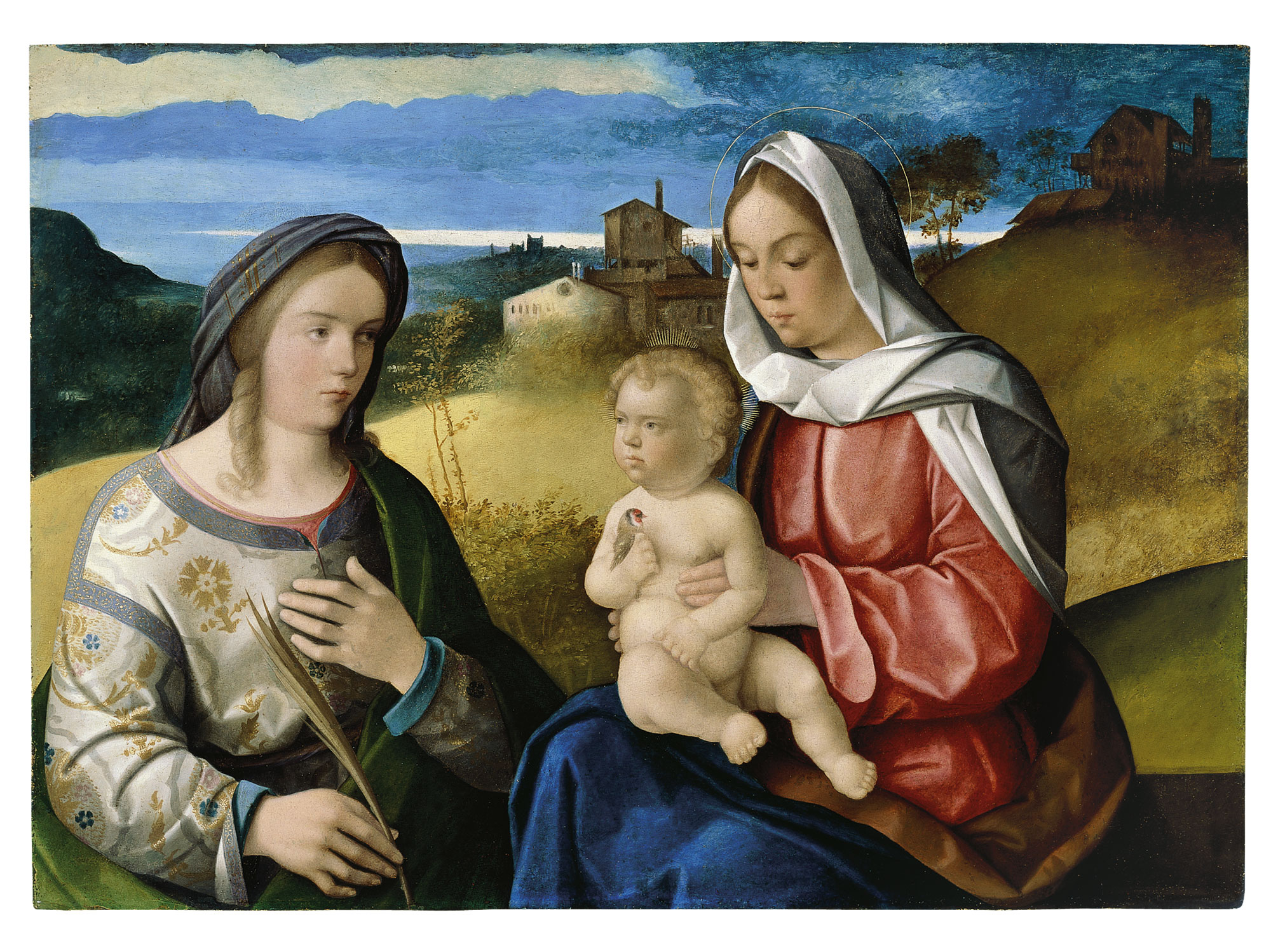
Vierge à l'Enfant et sainte Agnès, Musée Thyssen-Bornemisza.

## Sources
- (es) Cet article est partiellement ou en totalité issu de l’article de Wikipédia en espagnol intitulé « Pietro degli Ingannati » (voir la liste des auteurs).